# Садівська сільська рада (Білозерський район)
Саді́вська сільська́ ра́да — адміністративно-територіальна одиниця та орган місцевого самоврядування в Білозерському районі Херсонської області. Адміністративний центр — село Садове.

## Загальні відомості
Садівська сільська рада утворена в 1920 році.
- Територія ради: 1,924 км²
- Населення ради: 1 546 осіб (станом на 2001 рік)
- Територією ради протікають річки Інгулець, Дніпро

## Населені пункти
Сільській раді підпорядковані населені пункти:
- с. Садове
- с-ще Придніпровське

## Склад ради
Рада складається з 16 депутатів та голови.
- Голова ради: Артьомов Віктор Борисович
- Секретар ради: Кириченко Любов Людвигівна

### Керівний склад попередніх скликань
| Прізвище, ім'я, по батькові | Основні відомості                                                                      | Дата обрання | Дата звільнення |
| --------------------------- | -------------------------------------------------------------------------------------- | ------------ | --------------- |
| Карабін Юрій Григорович     | Сільський голова, 1948 року народження, член Комуністичної партії України              | 26.03.2006   | 01.11.2007      |
| Кириченко Любов Людвигівна  | Сільський голова, 1967 року народження, позапартійна                                   | 16.03.2008   | 31.10.2010      |
| Артьомов Віктор Борисович   | Сільський голова, 1951 року народження, освіта вища, член Комуністичної партії України | 31.10.2010   |                 |

Примітка: таблиця складена за даними сайту Верховної Ради України

### Депутати
За результатами місцевих виборів 2010 року депутатами ради стали:

#### За суб'єктами висування
| Суб'єкт висування                 | Кількість обраних депутатів | %    |
| --------------------------------- | --------------------------- | ---- |
| Комуністична партія України       | 9                           | 56,3 |
| Самовисування                     | 6                           | 37,5 |
| Політична партія «Сильна Україна» | 1                           | 6,3  |

#### За округами
| № округу                          | Прізвище, ім'я, по батькові    | Дата визнання обраним | Освіта             | Партійна приналежність                  | Відомості про обраного депутата                             |
| --------------------------------- | ------------------------------ | --------------------- | ------------------ | --------------------------------------- | ----------------------------------------------------------- |
| Комуністична партія України       |                                |                       |                    |                                         |                                                             |
| 1                                 | Куріний Олександр Анатолійович | 01.11.2010            | середня спеціальна | позапартійний                           | ПП Бережний Є. В., начальник Служби безпеки                 |
| 3                                 | Крейза Дмитро Олександрович    | 01.11.2010            | вища               | позапартійний                           | ВАТ «Херсонський судозавод», заступник начальника караула   |
| 6                                 | Скороход Наталя Василівна      | 01.11.2010            | вища               | позапартійна                            | Садівська загальноосвітня школа, вчитель                    |
| 7                                 | Сіряченко Наталія Миколаївна   | 01.11.2010            | вища               | позапартійна                            | Садівська загальноосвітня школа, вчитель                    |
| 9                                 | Кириченко Любов Людвигівна     | 01.11.2010            | вища               | позапартійна                            | Садівська сільська рада, голова                             |
| 11                                | Кушнаренко Алла Миколаївна     | 15.11.2010            | вища               | позапартійна                            | Садівська сільська рада, бухгалтер                          |
| 12                                | Чумак Юрій Андрійович          | 01.11.2010            | середня спеціальна | позапартійний                           | Міжнародні перевезення, водій                               |
| 13                                | Сіденко Іван Васильович        | 01.11.2010            | середня            | позапартійний                           | Фермерське господарство «Власник», голова                   |
| 16                                | Сорокін Микола Володимирович   | 01.11.2010            | вища               | позапартійний                           | Херсонська дистанція сигналізацій і зв'язку, електромеханік |
| Політична партія «Сильна Україна» |                                |                       |                    |                                         |                                                             |
| 10                                | Небесна Тетяна Іванівна        | 01.11.2010            | вища               | член Політичної партії «Сильна Україна» | тимчасово не працює                                         |
| Самовисування                     |                                |                       |                    |                                         |                                                             |
| 2                                 | Томіч Володимир Іванович       | 01.11.2010            | вища               | позапартійний                           | приватний підприємець                                       |
| 4                                 | Чернова Ганна Олександрівна    | 15.11.2010            | середня            | позапартійна                            | тимчасово не працює                                         |
| 5                                 | Волкова Людмила Василівна      | 01.11.2010            | вища               | позапартійна                            | Садівська загальноосвітня школа, вчитель                    |
| 8                                 | Осадча Надія Василівна         | 01.11.2010            | вища               | позапартійна                            | Контрольне ревізійне управління, головний державний аудитор |
| 14                                | Чорний Олексій Дмирович        | 01.11.2010            | середня            | позапартійний                           | Садівські ясла-садок, сторож                                |
| 15                                | Довгаль Микола Іванович        | 01.11.2010            | вища               | позапартійний                           | пенсіонер                                                   |

## Населення
Згідно з переписом УРСР 1989 року чисельність наявного населення сільської ради становила 1565 осіб, з яких 725 чоловіків та 840 жінок.
За переписом населення України 2001 року в селі мешкало 1540 осіб.

### Мова
Розподіл населення за рідною мовою за даними перепису 2001 року:
| Мова       | Відсоток |
| ---------- | -------- |
| українська | 89,00 %  |
| російська  | 10,28 %  |
| білоруська | 0,32 %   |
| вірменська | 0,13 %   |
| болгарська | 0,06 %   |
| гагаузька  | 0,06 %   |
| молдовська | 0,06 %   |